# Bandera d'Odèn
La bandera oficial d'Odèn té la següent descripció:
Bandera apaïsada de proporcions dos dalt per tres de llarg, vermella, amb la creu groga triangulada i convexada al final del primer terç vertical a partir del pal, amb el bolcant blanc al peu de la creu.
Va ser aprovada el 7 de desembre de 1992 i publicada en el DOGC el 18 de desembre del mateix any amb el número 1684.